# 오거스타 내셔널 골프 클럽

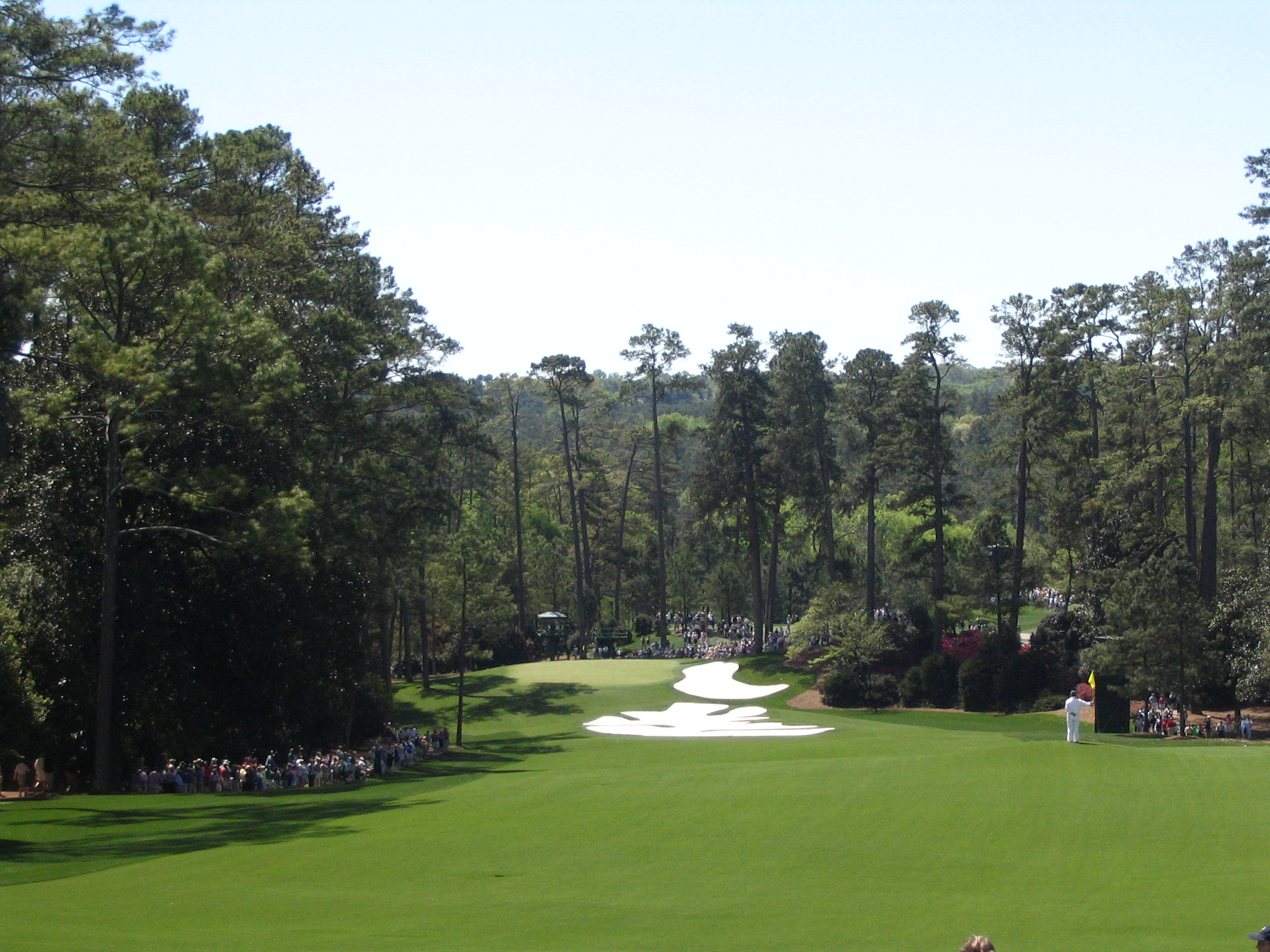

오거스타 내셔널 골프 클럽(Augusta National Golf Club), 또는 간단히 오거스타 또는 더 내셔널(the National)은
세계에서 가장 유명하고 독점적인 골프 클럽 가운데 하나로, 미국 조지아주 오거스타에 위치해 있다. 비영리로 운영되는 다른 사설 클럽과는 달리 오거스타 내셔널은 영리 기업이다.

## 그린 재킷
그린 재킷(Green Jacket)은 골프의 4대 메이저 대회 중 하나인 매스터스 토너먼트 우승자 혹은 우승을 상징하는 말로써 전통적으로 우승자에게 녹색 재킷을 입혀준 데서 유래했다.